# Административное деление Ливана
Ливан делится на 9 мухафаз или провинций (мухафаза араб. محافظة‎), которые в свою очередь делятся на 26 районов (када араб. قضاء‎). Районы делятся на округа.
| Мухафазы Ливана | Мухафазы Ливана    | Мухафазы Ливана                  | Мухафазы Ливана        | Мухафазы Ливана | Мухафазы Ливана        | Мухафазы Ливана     |
| --------------- | ------------------ | -------------------------------- | ---------------------- | --------------- | ---------------------- | ------------------- |
|                 |                    |                                  |                        |                 |                        |                     |
| №               | Русское название   | Оригинальное название (арабское) | Административный центр | Площадь, км²    | Население, чел. (2016) | Плотность, чел./км² |
| 1               | Аккар3             | عكار                             | Хальба                 | 776             | 378 937                | 488,3               |
| 2               | Баальбек-Хермель2  | بعلبك الهرمل                     | Баальбек               | 3009            | 395 153                | 131,3               |
| 3               | Бейрут             | محافظة بيروت                     | Бейрут                 | 18              | 432 932                | 24 051,8            |
| 4               | Бекаа              | البقاع                           | Захла                  | 1271            | 550 474                | 433,1               |
| 5               | Кесерван-Джебейль1 | كسروان جبيل                      | Джуния                 | 722             | 267 660                | 370,7               |
| 6               | Горный Ливан1      | جبل لبنان                        | Баабда                 | 1950            | 1 839 868              | 943,5               |
| 7               | Эн-Набатия         | النبطية                          | Эн-Набатия             | 1058            | 326 105                | 308,2               |
| 8               | Северный Ливан     | الشمال                           | Триполи                | 1205            | 766 886                | 636,4               |
| 9               | Южный Ливан        | الجنوب                           | Сайда                  | 943             | 699 630                | 741,9               |
|                 | Всего              |                                  |                        | 10 230          | 5 389 985              | 526,9               |

Все мухафазы, за исключением Бейрута и Аккара, разделены на районы, которые в свою очередь подразделяются на муниципалитеты.
Самой новой мухафазой является Кесерван-Джебейль, которая была создана 7 сентября 2017 года, но первый губернатор которой, Паулина Диб, была назначена только в 2020 году. Также продолжается воплощение устройства следующих недавно созданных провинций — Аккар и Баальбек-Хермель, с момента назначения их первых губернаторов в 2014 году.
Примечание1: Районы Ливана Кесерван и Джебейль, ранее входившие в мухафазу Горный Ливан с 2017 года образуют автономную провинцию Ливана Кесерван-Джебейль со штаб-квартирой в Джуния.
Примечание2: Районы  Ливана Баальбек и Хермель с 2014 года образуют автономную провинцию Ливана Баальбек-Хермель.
Примечание3: Район Аккар с 2014 года своими границами образует одноимённую провинцию — Аккар.